# Lithiumbis(oxalato)borat
Lithiumbis(oxalato)borat, abgekürzt LiBOB, ist eine anorganisch-chemische Verbindung des Lithiums aus der Gruppe der Borate. LiBOB ist ein weißer Feststoff in Pulverform, der in wasserfreien Lösungsmitteln wie Propylencarbonat löslich ist, bei Kontakt mit Wasser zerfällt er langsam.
Verwendet wird Lithiumbis(oxalato)borat in Elektrolyten von Lithium-Ionen-Akkumulatoren und kann in diesem Anwendungsbereich fluorhaltige Substanzen wie Lithiumtetrafluorborat oder Lithiumhexafluorophosphat ersetzen. Der Ersatz als Elektrolyt in Lithium-Ionen-Akkumulatoren bietet den Vorteil, die Entstehung von Fluorwasserstoff als stark ätzendes Zersetzungsprodukt bei Beschädigungen und Brand am Akkumulator zu vermeiden.